# こぶいち
こぶいち（8月23日 - ）は、日本のゲームの原画家・イラストレーターである。女性。ゆずソフト所属、大阪府出身。

## 経歴
現在につながる絵を志向したのは萩原一至の漫画『BASTARD!! -暗黒の破壊神-』をみてからで、中学生のときオリジナル漫画の執筆や投稿雑誌『ファンロード』へ投稿をおこなう。フリーターをしつつ絵の仕事を志望していたところ、求人雑誌にゲームメーカーがイラスト担当者を募集しているのをみて応募、採用されてスタジオメビウス所属となる。『絶望 -青い果実の散花-』でアダルトゲームの原画家デビュー、その後数作品の原画に従事するが退職。ある日友人のむりりんや、同僚だったFamishinらと会合したところ、このメンバーでゲーム制作を決意し同人サークル『チームエグゾーダス』を結成。のちに法人化しゆずソフトとなり同社の原画を担当する。

## 人物
- ペンネームは漫画『セクシーコマンドー外伝 すごいよ!!マサルさん』を見て突発的に決めている[2]。
- 姉が2人いる[2]。
- 前述のゲーム公募の情報を紹介したのは姉であるが、ネットでみつけた資料が「鎖に絡まった少女」のイラストであり、「絵が描ける仕事なら触手でもなんでもいい」というなかばやけくそ気味に志願したとのこと[2]。
- 座右の銘は「為せば成る」。
- フォトショップなどゲーム原画に必要な技術はゲーム会社に入ってから学び、自分の画風が確立したのはゆずソフトを結成してからと語っている。
- 同じゆずソフト所属のむりりんと画風が段々と近くなっており、現在ではどちらがどのキャラクターを描いたのか、言われないと分からないほど区別がつきにくくなっている[3]。区別の確実情報はゆずソフトにあるスタッフブログ「ゆずログ」（むりりん、こぶいちの各々のブログ）にて、自作絵をUPしているなどから情報がある程度わかる事もある。

## 担当作品

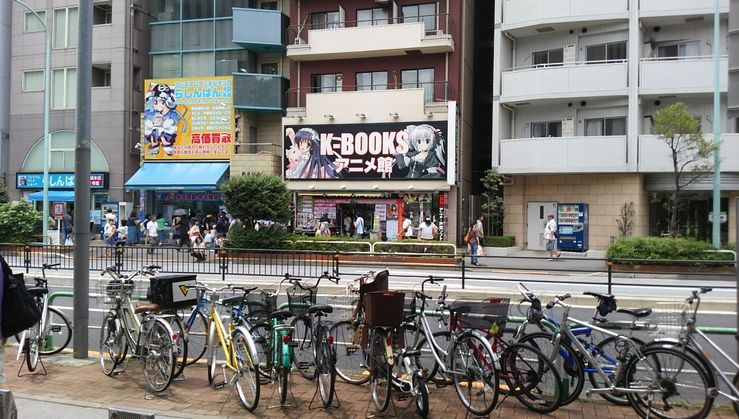
こぶいちによる作品例（K-BOOKS池袋アニメ館の看板左側のイラスト）。

### ゲーム原画
括弧内は発売日。

#### スタジオメビウス
- 絶望 -青い果実の散花-（1999年9月10日）
- SNOW（2003年1月31日）
- めびにゃ! メビウスファンディスク（2004年4月23日）
- 友達以上恋人未満（2004年9月24日）
- THE GOD OF DEATH（2005年7月29日）

#### TEAM-EXODUS（同人ゲーム）
- しょうよん! コドモ☆ちゃれんじ（2005年12月30日）

#### ゆずソフト
- ぶらばん! -The bonds of melody-（2006年7月28日）［担当：妙、紀子、須美など］
- E×E（2007年6月1日）［担当：沙耶、円など］
- 夏空カナタ（2008年5月23日）［担当：茅羽耶、由比子など］
- 天神乱漫 -LUCKY or UNLUCKY!?-（2009年5月29日）［担当：葵、ルリ、まひろなど］
- 天神乱漫 Happy Go Lucky!!（2010年3月25日）［担当：市杵宍姫命など］
- のーぶる☆わーくす（2010年12月24日）［担当：灯里、静琉、蛍など］
- DRACU-RIOT!（2012年3月30日）［担当：莉音、エリナなど[5]］
- 天色*アイルノーツ（2013年7月26日）［担当：シャーリィ、愛莉など[6]］
- サノバウィッチ(2015年2月24日)  [担当：紬、憧子など[7]]
- 千恋*万花（2016年7月29日)  [担当：芳乃、レナなど[8]]
- RIDDLE JOKER（2018年3月30日)  [9]
- 喫茶ステラと死神の蝶（2019年12月20日)  [10]
- PARQUET（2021年7月31日) 【サブ原画】 [11]
- 天使☆騒々 RE-BOOT!（2023年4月28日)［担当：乃愛、かぐ耶］ [12]
- ライムライト・レモネードジャム（2025年9月26日）［担当：杏珠、美玖、衛哉、大夢、傑、雄真］

### イラスト

#### 成人向け
キルタイムコミュニケーション刊「二次元ゲーム文庫」
- ぶらばん! 中ノ島妙の事情（著：岡下誠、2010年3月26日、ISBN 978-4-86032-896-2）

いずれもフランス書院刊「美少女文庫」
- お嬢様と無人島!? 葉っぱ水着パラダイス（著：七海ユウリ、2007年10月20日、ISBN 978-4-8296-5828-4）
- ビンボーだってプリンセス!（著：七海ユウリ、2008年9月20日、ISBN 978-4-8296-5859-8）
- いもうとドラゴン!（著：七海ユウリ、2009年9月20日、ISBN 978-4-8296-5896-3）

#### 一般向け
- 緋弾のアリア（著：赤松中学、MF文庫J）
- 緋弾のアリアAA（著：赤松中学、MF文庫J）
- 緋弾のアリア Illustrations こぶいちart works.（KADOKAWA・メディアファクトリーブランドカンパニー）
- bee-be-beat it!（著：神野正樹、富士見書房「ドラゴンエイジピュア」連載）
- これはゾンビですか?（むりりんとの共作、著：木村心一、富士見ファンタジア文庫）
- 記憶の森のエリス（著：七瀬川夏吉、角川スニーカー文庫）
- ゴロ合わせ朗読CD付 世界史まるごと年代暗記180（著：平尾雅規、中経出版）
- チアーズ!（著：赤松中学、MF文庫J）
- TVアニメ僕は友達が少ないNEXT 第7話 エンドカード
- ゆず・ぱら
- カコ☆タマ

### CDジャケットイラスト
- GWAVE 2006 2nd Strike（2007年6月29日）
- Wind☆Voice!!（2007年12月31日）
- GWAVE Love Bullets（2008年12月26日）

## その他
- テレビアニメ『俺の妹がこんなに可愛いわけがない』第2話内、同人誌制作協力
- テレビアニメ『僕は友達が少ないNEXT』第7話エンドカードイラスト
- ウルトラ怪獣擬人化計画 電撃G's magazine第5回 ベムスターさん 2014年4月号掲載
- テレビアニメ『ロクでなし魔術講師と禁忌教典』第5話エンドカードイラスト

## 同人活動
2013年の夏までは『茶常』（ちゃつね）という名の同人サークルを主宰していた。
むりりんの主宰するサークル「クロネコ缶」と合同で同人誌を製作することも多い。

## 関連人物
- むりりん